# 久米愛

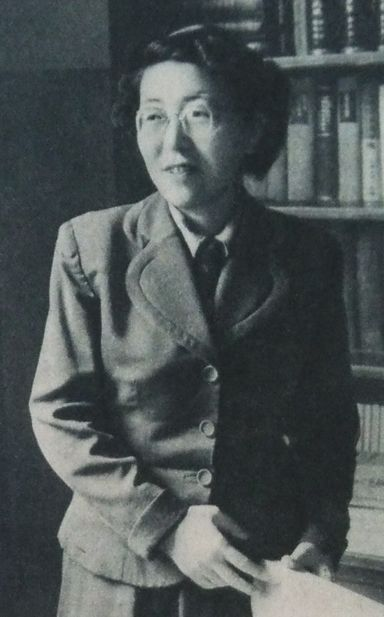

久米 愛（くめ あい、1911年〈明治44年〉7月7日 - 1976年〈昭和51年〉7月14日）は、日本初の女性弁護士の一人。日本の女性運動において指導的な役割を果した。旧姓・藤原。慶應義塾大学法学部教授の藤原守胤は実兄。

## 略歴
1911年、大阪府にて出生。夕陽丘高等女学校、津田英学塾（現・津田塾大学）、明治大学専門部女子部を経て、1936年に明治大学法学部に入学。大学2年の時に結婚し、久米姓となる。
1938年に高等文官試験司法科試験に合格し、中田正子、三淵嘉子と共に日本初の女性弁護士となる。
1946年、明治大学短期大学教授に就任し、1966年まで務める。
1950年、GHQの招待によりアメリカへ視察旅行する。同年、日本婦人法律家協会（現・日本女性法律家協会）を設立、会長に就任。以後、死去するまでの25年間にわたって会長職を務める。
1959年以降、政府代表として度々国連総会に出席。婦選会館理事を務めるなど、市川房枝らとともに女性運動をリードした。
1976年、膵臓がんのため死去。65歳没。